# La Mariée
La Mariée (en francés "La Novia") es una pintura de 1950 en tela, de 68×53 cm, pintada por el artista ruso-francés Marc Chagall. 
Actualmente reside en una colección privada en Japón. 
El cuadro La Mariée fue presentado en la película de 1999 Notting Hill.

## La pintura
Las pinturas de Chagall a menudo presentan parejas o mujeres jóvenes, pero en La Mariée el foco es en una sola mujer joven en un peculiar atuendo de boda rojo con velo blanco y con un ramo de flores en la mano. Descrito por un seguidor de Chagall como "una oda al amor joven", la mujer es presentada al espectador desde un ángulo frontal peculiar, como si el espectador fuera el novio, a punto de casarse con ella.

### Colores
La segunda peculiaridad de La Mariée, que es comparada con otras pinturas de Chagall, es la elección de colores. La mujer joven está vestida en un vestido rojo vívido, con un velo blanco, en señal de virginidad, sobre su cabeza, mientras que el fondo es mayoritariamente una mezcla de azul añil y gris frío. Este efecto deja la imagen de la mujer para resaltar del fondo y atraer la atención del espectador hacia el rojo y el blanco del vestido. Es evidente que Chagall ha intentado destacar a la mujer, como es tradición en cada matrimonio.

### Imágenes representadas enLa Mariée
La boda es el tema central de la pintura, e incluye una característica encontrada en otras pinturas de Chagall y en muchas otras pinturas europeas del siglo XX: animales que tocan instrumentos musicales. En este caso se ve a una cabra tocando un violín. La pintura también muestra un hombre que cuelga el velo sobre la cabeza de la novia, una iglesia qué se posiciona en el de fondo, un hombre que toca una flauta, una chica con trenzas, un pez que sostiene una vela y una silla, muchos más edificios, y un gallo (aunque también podría ser una ardilla).

## Notting Hill
En la película de 1999 Notting Hill, el personaje de Julia Roberts, Anna Scott, ve un cartel de La Mariée en la casa del personaje de Hugh Grant, William Thacker. Más tarde en la película, Anna, cuando proclama su amor por Will, le da el que es presumiblemente el original.
Según el director Roger Michell en un artículo en Entertainment Weekly, la pintura fue escogida porque el guionista Richard Curtis era un seguidor  de Chagall, y porque La Mariée "describe un anhelo de algo que está perdido". Los productores tuvieron una reproducción hecha para uso en la película, pero tuvo que primero conseguir permiso de los dueños de la pintura. Finalmente, según productor Duncan Kenworthy, "...  y luego tuvimos que destruirlo. Estaban preocupados de que si nuestra falsificación era demasiado buena,  podría flotar en el mercado y crear problemas".